# Вулиця Мічуріна (Мелітополь)
Вулиця Мічуріна — вулиця в Мелітополі в історичному районі Новий Мелітополь. Починається від безіменного проїзда між Індустріальною вулицею і вулицею Зіндельса, йде паралельно Індустріальній вулиці і закінчується безіменним проїздом до Індустріальної вулиці.

## Назва
Вулиця названа на честь Івана Володимировича Мічуріна, російський біолога і селекціонера

## Історія
Рішення про найменування вулиці було прийнято 22 лютого 1957 року.